# Condado de Pontotoc (Misisipi)
El condado de Pontotoc (en inglés: Pontotoc County), fundado en 1836, es un condado del estado estadounidense de Misisipi. En el año 2000 tenía una población de 26.726 habitantes con una densidad poblacional de 21 personas por km². La sede del condado es Pontotoc.

## Geografía
Según la Oficina del Censo, el condado tiene un área total de 1298 km² (501,2 mi²), de la cual 1287 km² (496,9 mi²) es tierra y 10 km² (3,9 mi²) es agua.

## Demografía
En el 2000 la renta per cápita promedia del condado era de $32,123, y el ingreso promedio para una familia era de $38,248. El ingreso per cápita para el condado era de $16,514. En 2000 los hombres tenían un ingreso per cápita de $31,791 versus $20,640 para las mujeres. Alrededor del 21.30% de la población estaba bajo el umbral de pobreza nacional.

## Condados adyacentes
- Condado de Union (norte)
- Condado de Lee (este)
- Condado de Chickasaw (sur)
- Condado de Calhoun (suroeste)
- Condado de Lafayette (oeste)

## Localidades
Ciudades
- Pontotoc

Pueblos
- Algoma
- Ecru
- Sherman (parte en Condado de Union, pequeña porción en Condado de Lee)
- Thaxton
- Toccopola

Área no incorporada
- Randolph
- Springville
- Troy

## Mayores autopistas
- Carretera 6
- Carretera 9
- Carretera 15
- Carretera 41